# Zmeura de Aur pentru cea mai proastă distribuție
Zmeura de Aur pentru cel mai prost cuplu pe marele ecran/cea mai proastă distribuție  (engleză: Golden Raspberry Award for Worst Screen Combo) este un premiu acordat anual la gala Zmeura de Aur pentru cel mai prost cuplu dintr-un film lansat anul anterior. În continuare este prezentată lista celor care au primit acest premiu dar și cei care au fost nominalizați. În 2011 categoria a fost redenumită Worst Screen Couple / Worst Screen Ensemble (cel mai prost cuplu/cea mai proastă distribuție) pentru ca întreaga distribuție a unui film să fie inclusă. În 2012 a fost schimbată iar, fiind acordate două premii, pentru cel mai prost cuplu și pentru cea mai proastă distribuție pentru ca în 2013 să fie acordat iarăși un sinngur premiu denumit Worst Screen Combo. Categoria este definită astfel încât să poată includă orice combinație de actori, actrițe etc.

## Câștigători și nominalizări
- 1994 Tom Cruise și Brad Pitt - Interview with the Vampire (împărțit)
- 1994 Sylvester Stallone și Sharon Stone - The Specialist (împărțit)
  - Orice combinație de două persoane din întreaga distribuție - Color of Night
  - Dan Aykroyd și Rosie O'Donnell - Exit to Eden
  - Kevin Costner și "oricare dintre cele trei soții" (Annabeth Gish, Joanna Going ori Mare Winningham) - Wyatt Earp

- 1995 Orice combinație de două persoane - Showgirls
  - William Baldwin și Cindy Crawford - Fair Game
  - Tim Daly și Sean Young - Dr. Jekyll and Ms. Hyde
  - Dave Foley și Julia Sweeney - It's Pat
  - Demi Moore și ori Robert Duvall ori Gary Oldman - The Scarlet Letter
- 1996 Demi Moore și Burt Reynolds - Striptease
  - îmbunătățiri impresionante ale Pamelei Anderson  - Barb Wire
  - Beavis and Butt-head - Beavis and Butt-head Do America
  - Marlon Brando and "that darn dwarf" (Nelson de la Rosa) - The Island of Dr. Moreau
  - Matt LeBlanc și Ed maimuța mecanică - Ed

- 1997 Dennis Rodman și Jean-Claude Van Damme - Double Team
  - Sandra Bullock și  Jason Patric - Speed 2: Cruise Control
  - George Clooney și Chris O'Donnell - Batman & Robin
  - Steven Seagal și  chitara sa - Fire Down Below
  - Jon Voight și  anaconda animatronică - Anaconda

- 1998 Leonardo DiCaprio și Leonardo DiCaprio (ca gemeni) - The Man in the Iron Mask
  - Ben Affleck și Liv Tyler - Armageddon
  - Orice combinație de două personaje, părți ale corpului sau accesorii de modă - Spice World
  - Orice combinație a doi oameni care își joacă propriul rol - An Alan Smithee Film: Burn Hollywood Burn
  - Ralph Fiennes și Uma Thurman - The Avengers

- 1999 Kevin Kline și Will Smith - Wild Wild West
  - Pierce Brosnan și Denise Richards - The World Is Not Enough
  - Sean Connery și Catherine Zeta-Jones - Entrapment
  - Jake Lloyd și  Natalie Portman - Star Wars: Episode I – The Phantom Menace
  - Lili Taylor și Catherine Zeta-Jones - The Haunting

- 2000 John Travolta și orice persoană care împarte ecranul cu el - Battlefield Earth
  - Oricare doi actori - Book of Shadows: Blair Witch 2
  - Richard Gere și Winona Ryder - Autumn in New York
  - Madonna și ori Benjamin Bratt ori Rupert Everett - The Next Best Thing
  - Arnold Schwarzenegger (ca realul Adam Gibson) și Arnold Schwarzenegger (ca așa-zisa clonă a lui Adam Gibson) - The 6th Day

- 2001 Tom Green și orice animal pe care el l-a abuzat - Freddy Got Fingered
  - Ben Affleck și ori Kate Beckinsale ori Josh Hartnett - Pearl Harbor
  - bustul lui Mariah Carey - Glitter
  - Burt Reynolds și Sylvester Stallone - Driven
  - Kurt Russell și ori Kevin Costner ori Courteney Cox - 3000 Miles to Graceland

- 2002 Adriano Giannini și Madonna - Swept Away
  - Roberto Benigni și Nicoletta Braschi - Pinocchio
  - Hayden Christensen și Natalie Portman - Star Wars: Episode II – Attack of the Clones
  - Eddie Murphy și ori Robert De Niro în Showtime, Owen Wilson în I Spy ori clona sa în The Adventures of Pluto Nash
  - Britney Spears și "indiferent care era numele său" (Anson Mount) în Crossroads

- 2003 Ben Affleck și Jennifer Lopez - Gigli
  - Kelly Clarkson și Justin Guarini - From Justin to Kelly
  - Ashton Kutcher și ori Brittany Murphy în Just Married ori Tara Reid în My Boss's Daughter
  - Mike Myers și ori Thing One ori Thing Two - The Cat in the Hat
  - Eric Christian Olsen și Derek Richardson - Dumb and Dumberer: When Harry Met Lloyd

- 2004 George W. Bush și ori Condoleezza Rice ori capra sa - Fahrenheit 9/11
  - Ben Affleck și ori Jennifer Lopez ori Liv Tyler - Jersey Girl
  - Halle Berry și orir Benjamin Bratt ori Sharon Stone - Catwoman
  - Mary-Kate and Ashley Olsen - New York Minute
  - Shawn și Marlon Wayans  - White Chicks

- 2005 Will Ferrell și Nicole Kidman - Bewitched
  - Jamie Kennedy and anybody stuck sharing the screen with him - Son of the Mask
  - Jenny McCarthy and anyone dumb enough to befriend or date her - Dirty Love
  - Rob Schneider and his diapers - Deuce Bigalow: European Gigolo
  - Jessica Simpson and her Daisy Dukes - The Dukes of Hazzard

- 2006 Shawn Wayans and either Kerry Washington or Marlon Wayans - Little Man
  - Tim Allen and Martin Short - The Santa Clause 3: The Escape Clause
  - Nicolas Cage and his bear suit - The Wicker Man
  - Hilary and Haylie Duff - Material Girls
  - Sharon Stone's lopsided breasts - Basic Instinct 2

- 2007 Lindsay Lohan and Lindsay Lohan (as the yang to her own yin) - I Know Who Killed Me
  - Jessica Alba and either Hayden Christensen in Awake, Dane Cook in Good Luck Chuck or Ioan Gruffudd in Fantastic Four: Rise of the Silver Surfer
  - Any combination of two totally air-headed characters - Bratz: The Movie
  - Eddie Murphy (Norbit) and either Eddie Murphy (Mr. Wong) or Eddie Murphy (Rasputia) - Norbit
  - Adam Sandler and either Kevin James or Jessica Biel - I Now Pronounce You Chuck and Larry

- 2008 Paris Hilton and either Christine Lakin or Joel David Moore - The Hottie and the Nottie
  - Uwe Boll and "any actor, camera or screenplay"
  - Cameron Diaz and Ashton Kutcher - What Happens in Vegas
  - Larry the Cable Guy and Jenny McCarthy - Witless Protection
  - Eddie Murphy in Eddie Murphy - Meet Dave

- 2009 Sandra Bullock and Bradley Cooper - All About Steve
  - Any two (or more) Jonas Brothers - Jonas Brothers: The 3D Concert Experience
  - Will Ferrell and any co-star, creature or "comic riff" - Land of the Lost
  - Shia LaBeouf and either Megan Fox or any Transformer - Transformers: Revenge of the Fallen
  - Kristen Stewart and either Taylor Lautner or Robert Pattinson - The Twilight Saga: New Moon

- 2010 - The entire cast of Sex and the City 2
  - Jennifer Aniston and Gerard Butler - The Bounty Hunter
  - Josh Brolin's face and Megan Fox's accent - Jonah Hex
  - The entire cast of The Last Airbender
  - The entire cast of The Twilight Saga: Eclipse

- 2011 - Adam Sandler and either Katie Holmes, Al Pacino or Adam Sandler - Jack and Jill
  - Nicolas Cage and anyone sharing the screen with him - Drive Angry,  Season of the Witch,  Trespass
  - Shia LaBeouf and Rosie Huntington-Whiteley - Transformers: Dark of the Moon
  - Adam Sandler and either Jennifer Aniston or Brooklyn Decker - Just Go with It
  - Kristen Stewart and either Taylor Lautner or Robert Pattinson - The Twilight Saga: Breaking Dawn – Part 1

- 2012 - Mackenzie Foy and Taylor Lautner - The Twilight Saga: Breaking Dawn - Part 2
  - Any two cast members from Jersey Shore - The Three Stooges
  - Robert Pattinson and Kristen Stewart - The Twilight Saga: Breaking Dawn – Part 2
  - Tyler Perry and his drag get-up - Madea's Witness Protection
  - Adam Sandler and either Leighton Meester, Andy Samberg or Susan Sarandon - That's My Boy

- 2011 - The entire cast of Jack and Jill
  - The entire cast of Bucky Larson: Born to Be a Star
  - The entire cast of New Year's Eve
  - The entire cast of Transformers: Dark of the Moon
  - The entire cast of The Twilight Saga: Breaking Dawn – Part 1

- 2012 - The entire cast of The Twilight Saga: Breaking Dawn - Part 2
  - The entire cast of Battleship
  - The entire cast of Madea's Witness Protection
  - The entire cast of The Oogieloves in the Big Balloon Adventure
  - The entire cast of That's My Boy

- 2013 Jaden Smith and Will Smith on planet nepotism - After Earth
  - The entire cast of Grown Ups 2
  - The entire cast of Movie 43
  - Lindsay Lohan and Charlie Sheen - Scary Movie 5
  - Tyler Perry and either Larry the Cable Guy or that worn out wig and dress - A Madea Christmas

- 2014 Kirk Cameron and his ego - Saving Christmas
  - Any two robots, actors or robotic actors - Transformers: Age of Extinction
  - Cameron Diaz and Jason Segel - Sex Tape
  - Kellan Lutz and either his abs, his pecs, or his glutes - The Legend of Hercules
  - Seth MacFarlane and Charlize Theron - A Million Ways to Die in the West

- 2015 Jamie Dornan and Dakota Johnson - Fifty Shades of Grey
  - All four "Fantastics" - Fantastic Four
  - Johnny Depp and his glued-on mustache - Mortdecai
  - Kevin James and either his Segway or his glued-on mustache - Paul Blart: Mall Cop 2
  - Adam Sandler and any pair of his shoes - The Cobbler

- 2016 Ben Affleck and his BFF (Baddest Foe Forever) Henry Cavill - Batman v Superman: Dawn of Justice
  - Any two Egyptian gods or mortals - Gods of Egypt
  - Johnny Depp and his vomitously vibrant costume - Alice Through the Looking Glass
  - The entire cast of once respected actors - Collateral Beauty
  - Tyler Perry and that same old worn out wig - Boo! A Madea Halloween
  - Ben Stiller and his BFF (Barely Funny Friend) Owen Wilson - Zoolander 2

- 2017 Any two obnoxious emojis – The Emoji Movie
  - Any combination of two characters, two sex toys or two sexual positions – Fifty Shades Darker
  - Any combination of two humans, two robots or two explosions – Transformers: The Last Knight
  - Johnny Depp & his worn-out drunk routine – Pirates of the Caribbean: Dead Men Tell No Tales
  - Tyler Perry & either the ratty old dress or worn-out wig – Boo 2! A Madea Halloween

- 2018 Donald Trump  & "His Self Perpetuating Pettiness" – Death of a Nation and Fahrenheit 11/9
  - Any two actors or puppets – The Happytime Murders
  - Johnny Depp & his fast-fading film career – Sherlock Gnomes
  - Will Ferrell & John C. Reilly – Holmes & Watson
  - Kelly Preston & John Travolta – Gotti

- 2019 Any two half-feline/half-human hairballs – Cats
  - Jason Derulo and his CGI-neutered "bulge" – Cats
  - Tyler Perry and Tyler Perry (or Tyler Perry) – A Madea Family Funeral
  - Sylvester Stallone and his impotent rage – Rambo: Last Blood
  - John Travolta and any screenplay he accepts

- 2020 Rudy Giuliani and his pants zipper – Borat Subsequent Moviefilm
  - Robert Downey Jr. and his utterly unconvincing "Welsh" accent – Dolittle
  - Harrison Ford and that totally fake-looking CGI "dog" – The Call of the Wild
  - Lauren Lapkus and David Spade – The Wrong Missy
  - Adam Sandler and his grating simpleton voice – Hubie Halloween

- 2021 LeBron James & any Warner cartoon character (or Time-Warner product) he dribbles on – Space Jam: A New Legacy
  - Any klutzy cast member & any lamely lyricized (or choreographed) musical number – Diana: The Musical
  - Jared Leto & either his 17-pound latex face, his geeky clothes or his ridiculous accent – House of Gucci
  - Ben Platt & any other character who acts like Platt singing 24/7 is normal – Dear Evan Hansen
  - Tom & Jerry (aka Itchy & Scratchy) – Tom & Jerry

- 2022 Tom Hanks and his latex-laden face (and that ludicrous accent) – Elvis
  - Both real life characters (Marilyn Monroe and John F. Kennedy) in the fallacious White House bedroom scene – Blonde
  - Andrew Dominik and his issues with women – Blonde
  - Machine Gun Kelly (aka Colson Baker) and Mod Sun – Good Mourning
  - The two 365 Days sequels (ambele lansate în 2022)

- 2023 Pooh & Piglet as Blood-Thirsty Slasher/Killers (!) – Winnie-the-Pooh: Blood and Honey
  - Any 2 "Merciless Mercenaries" – Expend4bles
  - Any 2 Money-Grubbing Investors Who Donated to the $400 Million for Remake Rights to The Exorcist – The Exorcist: Believer
  - Ana de Armas & Chris Evans (who flunked Screen Chemistry) – Ghosted
  - Salma Hayek & Channing Tatum – Magic Mike's Last Dance

- 2024 Joaquin Phoenix & Lady Gaga – Joker: Folie à Deux
  - Any two obnoxious characters (but especially Jack Black) – Borderlands
  - Any two unfunny "comedic actors" – Unfrosted
  - The entire cast of Megalopolis
  - Dennis Quaid & Penelope Ann Miller (as "Ronnie & Nancy") – Reagan